# Рагозин, Аркадий Павлович
Аркадий Павлович Рагозин (28 ноября 1918 года, Акмолинск — 27 июля 1998 года, Москва) — советский хозяйственный, государственный и политический деятель, генерал-лейтенант госбезопасности (1973); председатель КГБ Армянской и Молдавской ССР, а также КГБ Башкирской АССР.

## Биография
Родился в 1918 году в батрацкой семье. Член ВКП(б) с 1946 года. Некоторое время беспризорничал. С 1931 года находился в детском доме. В 1933 году окончил школу ФЗУ, работающую при Красновишерском комбинате. В 1938 году окончил среднюю школу, в 1943 году — Новосибирский институт военных инженеров железнодорожного транспорта.
С 1938 года — на хозяйственной, общественной и политической работе. В 1938—1943 гг. — студент Новосибирского института военных инженеров железнодорожного транспорта. Позже работал корреспондентом газеты «Гудок», был слушателем Высшей школы МГБ СССР. Занимал следующие посты:
- заместитель начальника Управления охраны МГБ и ДТУ МВД по Уфимской железной дороге (декабрь 1952 — 10 февраля 1954)
- начальник ДТУ МВД и отдела КГБ по Карагандинской железной дороге (10 февраля 1954 — ноябрь 1956)
- начальник отдела КГБ по Казанской железной дороге (ноябрь 1956 — апрель 1960)
- сотрудник КГБ при Татарской АССР: начальник 2-го отдела (апрель 1960 — ноябрь 1961) и заместитель председателя (ноябрь 1961 — 19 февраля 1963)
- начальник УКГБ по Сахалинской области (19 февраля 1963 — 14 января 1967)
- председатель КГБ Башкирской АССР (14 января 1967 — 28 ноября 1969)
- заместитель начальника, с 29 мая 1970 года начальник Управления кадров КГБ при СМ СССР (28 ноября 1969 — ноябрь 1972)
- член Коллегии КГБ СССР (27 мая 1970 — 19 августа 1975)
- председатель КГБ Армянской (21 ноября 1972 — 24 ноября 1975) и Молдавской ССР (17 декабря 1975 — 19 января 1979)
- преподаватель Высшей Краснознаменной школы КГБ им. Ф.Э.Дзержинского с января 1979 года; профессор спецкафедры с января 1987 года.

Избирался депутатом Верховного Совета СССР 9-го созыва.

## Звания
- Старший лейтенант железнодорожных войск (1950);
- Майор ГБ (1952);
- Подполковник ГБ (1954);
- Полковник (1959);
- Генерал-майор (1965);
- Генерал-лейтенант (1973).

## Награды
- Орден Октябрьской Революции (1977)
- Два ордена Красного Знамени (1967, 1977)
- Два ордена Красной Звезды (1964, 1980)
- Нагрудный знак «Почетный сотрудник госбезопасности», медали